# Porpetto
Porpetto (Porpêt in friulano) è un comune italiano di 2 438 abitanti del Friuli-Venezia Giulia.
Dista 25 km da Udine. Vi è situato il casello autostradale dell'autostrada A4 Torino-Trieste.

## Storia
A Porpetto sorgeva un antico castello (di cui rimane una mappa conservata nell'Archivio di Stato di Venezia) che nella seconda metà del XII secolo veniva assegnato a Volrico de Castello di Caporiacco, lo stesso che in un documento imperiale del 1186, al tempo dell'imperatore Federico Barbarossa, veniva denominato "de Porpeto" o "de Porpedo".
Volrico doveva essere un personaggio influente in quanto l'imperatore Federico II di Svevia  lo fa oggetto di una lettera in cui lo prega di intercedere in suo favore presso il Patriarca di Aquileia. L'imperatore Federico II, il 17 febbraio 1221 dichiara Volrico ed i suoi figli feudatari liberi.
Il castello subisce nel tempo attacchi e distruzioni fino ad essere completamente raso al suolo per ordine del patriarca Nicolò di Lussemburgo, con lo scopo di  vendicare l'assassinio suo predecessore patriarca Bertrando, avvenuto nel 1350, nelle campagne di San Giorgio della Richinvelda. Giovanni Francesco di Castello, allora domino di Castel Propeto, viene infatti accusato di aver partecipato alla congiura ordita dai conti di Gorizia e viene decapitato.
Il maniero ricostruito nel 1386 nel 1509 venne incendiato in seguito agli assalti dell'imperatore di Germania. Nel 1514 venne riconquistato dai Veneti ma lo stesso anno venne di nuovo dato alle fiamme dagli Imperiali.
In base alla pace di Worms (1521) Castelporpetto fu assegnato all'Austria che confermò l'investitura agli antichi signori.
Questi sedevano nel Parlamento del Friuli e nella Dieta degli stati di Gorizia e Gradisca. Essi godevano inoltre della giurisdizione su Cordenons, Villalta, Invillino, Tarcento, Carlino e numerose ville annesse.
Il castello fu tenuto in efficienza sino a tutto il '500, ma nelle guerre con gli Asburgo fu preso dai Veneti (1615).
La rocca (presente nello stemma comunale) venne invece distrutta intorno al 1617 dai veneziani i quali ne riutilizzarono le pietre  per la costruzione della fortezza di Palmanova.
I suoi signori, i di Castello, poi conosciuti esclusivamente come conti Frangipane, si stabilirono nella villa di Castelporpetto, costruita intorno alla fine del 1600 (nell'attuale località Castello di Porpetto) dal conte Nicolò Frangipane.

### Simboli
Lo stemma del Comune di Porpetto è stato concesso con decreto del presidente della Repubblica del 15 marzo 1951.
Raffigura, su sfondo d'argento, un castello rosso, merlato alla guelfa, fondato sulla pianura di verde e accompagnato in capo da due spade d'acciaio, passate in decusse, con le punte all'ingiù.
Il gonfalone, concesso con D.P.R. del 12 dicembre 2006, è un drappo partito di rosso e di bianco. Sostituisce il precedente gonfalone concesso nel 1951 che era un drappo di verde, al palo di bianco.

## Società

### Evoluzione demografica
Abitanti censiti

### Lingue e dialetti
A Porpetto, accanto alla lingua italiana, la popolazione utilizza la lingua friulana. Ai sensi della deliberazione n. 2680 del 3 agosto 2001 della Giunta della Regione autonoma Friuli-Venezia Giulia, il Comune è inserito nell'ambito territoriale di tutela della lingua friulana ai fini della applicazione della legge 482/99, della legge regionale 15/96 e della legge regionale 29/2007.
La lingua friulana che si parla a Porpetto rientra fra le varianti appartenenti al friulano centro-orientale ed è caratterizzata nella pronuncia dall'uso della Z al posto della C.

## Sport

### Calcio
La squadra di calcio della città è l'A.S.D. Porpetto che milita nel girone D friulano di 2ª Categoria. È nata nel 1924. I colori sociali sono il giallo ed il rosso.

### Canoa Polo
La squadra di canoa polo della città è il KFC (Kayak Fiume Corno).

### Torneo dai Borcs
Ogni anno, nel mese di luglio, le contrade e i borghi del comune di Porpetto si sfidano in un suggestivo torneo di calcio a 5 presso un campo di cemento situato negli spazi parrocchiali al centro del paese. Particolari sono le porte, dalla forma stretta e allungata.